# شتاير للسيارات

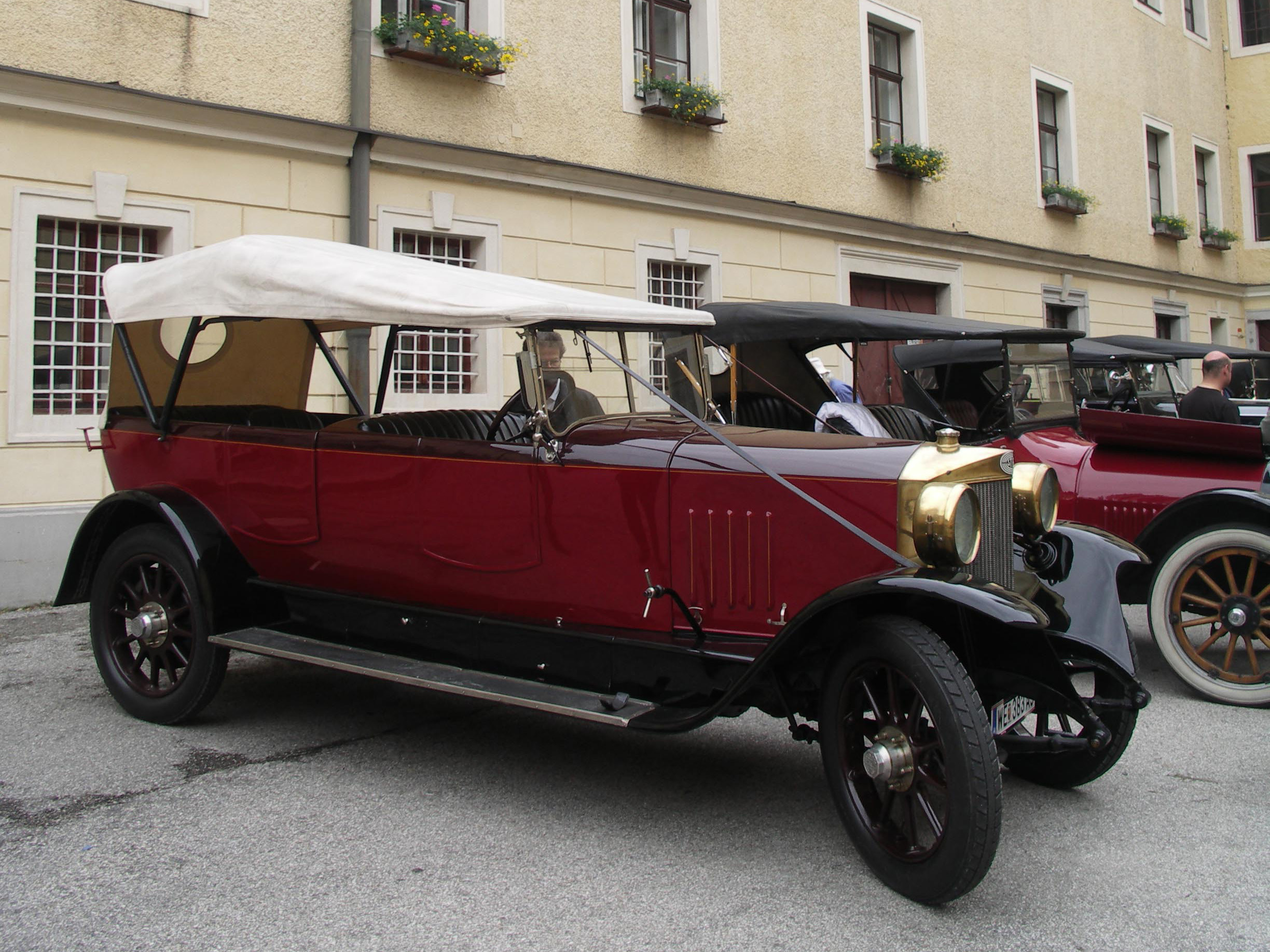
1926 شتاير السابعة

شتاير كانت ماركة سيارات نمساوية تأسست في عام 1915 كفرع لشركة Österreichische Waffenfabriks-Gesellschaft (ÖWG) لتصنيع الأسلحة. أعيدت تسميتها Steyr-Werke AG في عام 1926 ودمجت مع أوسترو دايملر وبوخ في شتاير دايملر بوخ، وواصلت تصنيع سيارات شتاير حتى عام 1959.

## التاريخ

### شتاير-ويرك

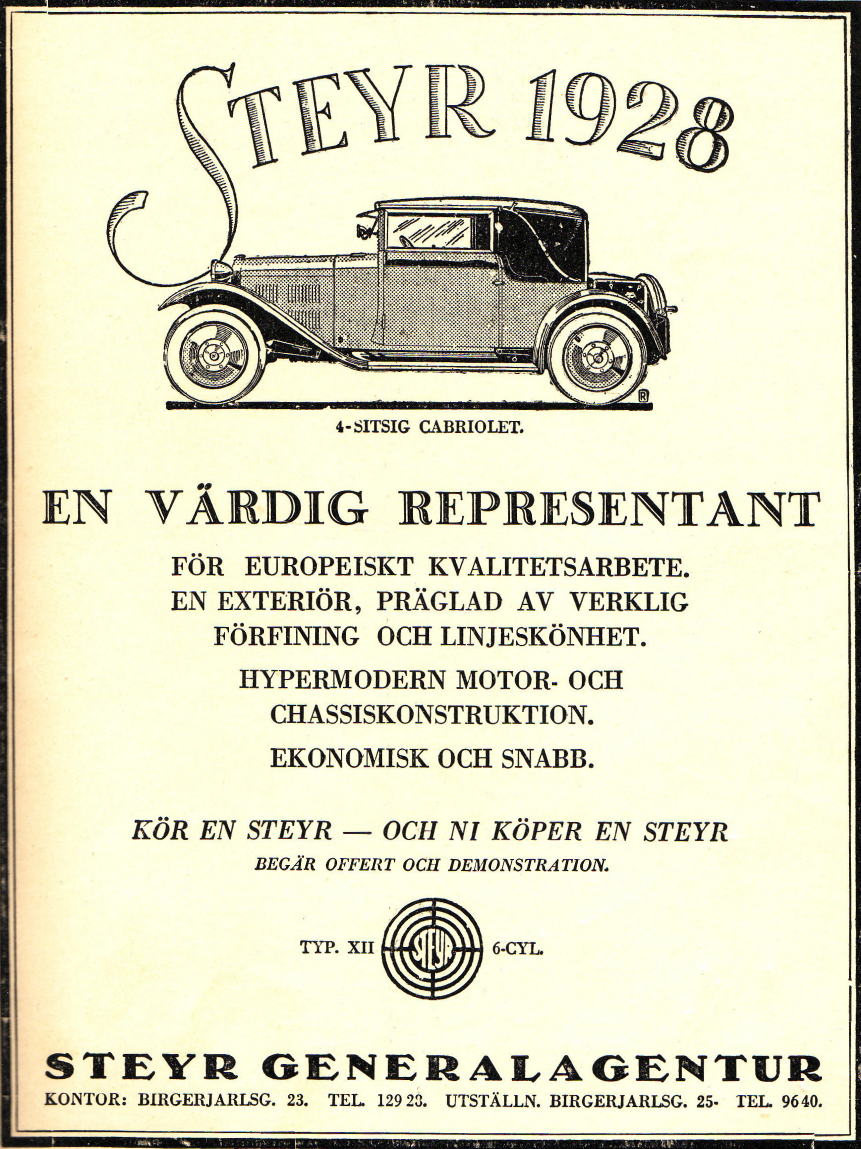
إعلان سويدي لعام 1928 طراز ستاير Xll 6cyl 4seat Convertible

في يناير 1929، انضم الدكتور فرديناند بورش إلى شتاير قادما من مرسيدس.
خلال الحرب بنت شتاير دايملر بوخ مركبات مثل Raupenschlepper Ost للفيرماخت الألماني، وبعد ذلك قامت بتعديل سيارات فيات للاستهلاك في السوق النمساوي، وإضافة محاور متأرجحة، وفي بعض النماذج، محركات بتصميمها الخاص.
من عام 1957 إلى عام 1973، تم بناء بوخ 500 في مصنع غراتس بنجاح كبير (تم بيع ما يقرب من 60،000)، باستخدام هيكل سيارةفيات 500. من عام 1973 إلى عام 1975، تم تجهيز عدد قليل من سيارات فيات 126 بمحرك مزدوج للسوق النمساوي.